# Nueve reinas
Nueve reinas es una película argentina policial y de suspense, del año 2000, escrita y dirigida por Fabián Bielinsky. Está protagonizada por Ricardo Darín y Gastón Pauls y coprotagonizada por Ignasi Abadal, Tomás Fonzi, Graciela Tenembaum, Oscar Núñez, Alejandro Awada y Jorge Noya. También contó con las actuaciones especiales de Leticia Brédice y la primera actriz Elsa Berenguer, más un cameo de Roly Serrano. Cuenta la historia de dos estafadores que se conocen por casualidad y deciden unirse para trabajar juntos. Tras su estreno, fue nominada a veintinueve premios internacionales, de los cuales ganó veintiuno. Se considera la obra maestra de su director y un clásico insoslayable de la cinematografía de su país. En una encuesta de 2022 de las 100 mejores películas del cine argentino, se situó en el décimo puesto.

## Argumento
Temprano durante una mañana, Marcos (Ricardo Darín) observa a Juan (Gastón Pauls) cuando tima exitosamente a una cajera de un establecimiento, y luego es descubierto intentando realizar el mismo truco con la siguiente cajera. Marcos se entromete, dando a entender ser policía, y lleva a Juan fuera de la tienda. Una vez en la calle, Marcos le revela que es un estafador y lo hace ser su compañero de andanzas. Al principio, Juan se muestra escéptico, pero luego acepta la oferta por un día, después de que este lo impresione con algunos sofisticados métodos de estafa. Desde este momento, ambos conforman una atractiva pareja de maestro-aprendiz que desprende una química significativa.
Al dúo se le presenta una oportunidad única, o de "una en un millón", como insiste en llamarla Marcos. Este recibe una llamada de su hermana, Valeria quien, pidiéndole que vaya al hotel en donde ella trabaja, le informa de que Sandler, viejo estafador y compañero de Marcos, se encuentra allí. Como el anciano de 73 años había sufrido un ataque cardíaco, y no podía encargarse del negocio, recluta a Marcos para vender una colección de estampillas falsas de un valor de medio millón de dólares, las "nueve reinas", provenientes de la República de Weimar. Al enterarse de esta cifra, Juan, que necesita 70 000 pesos para sacar de la cárcel a su padre, le pide ingresar en el negocio a Marcos, quien acepta su ayuda por 2 500 pesos. El objetivo es vendérselas a Vidal Gandolfo, un empresario español que estaba alojado en el hotel y que va a ser deportado del país al día siguiente, "jugando" de esta manera con su apuro. Cuando ambos estafadores deben ir a buscar las estampillas a la casa de la anciana esposa de Sandler, Juan inventa una excusa para que esta los deje pasar. En este momento, Juan extorsiona a Marcos para quedarse con una mayor parte del dinero, y acuerdan que obtendrá un 30 %. Se reúnen con Vidal Gandolfo y negocian la venta de las estampillas por 450.000 dólares.
Nada más salir del hotel, dos ladrones en una motocicleta les roban el maletín con las estampillas y luego, presuponiendo que el contenido de este carecía de valor, las arrojan a un río. Juan y Marcos, desesperados y deprimidos, no saben cómo podrán efectuar la transacción. Marcos concluye que deberán conseguir las verdaderas estampillas, en manos de Berta, la hermana de Sandler. Arreglan con ella comprarlas a 250 000 dólares. Más tarde, Marcos, hablando sobre el negocio con Juan, le hace saber que, aunque tiene 200 000 dólares, le faltan 50 000. La reacción de Juan es violenta, pues cree que Marcos lo está engañando. Luego se muestra a Juan caminando por las calles de Buenos Aires, reflexionando sobre el negocio. Posteriormente, estos compran las "nueve reinas" y se dirigen al hotel para realizar la venta. Una vez allí, Vidal Gandolfo pide a Marcos que incluya en la transacción que él tenga relaciones sexuales con su hermana, pues de lo contrario anulará todo. Debido a esto, Marcos expone el asunto a Valeria, quien decide acceder una vez que él sea capaz de contar la verdad sobre su proceder acerca de la herencia de sus abuelos, a su inocente hermano menor, Federico, quien lo idolatra.
Finalizado el acuerdo, Vidal Gandolfo realiza el pago con un cheque de caja certificado por el banco. Mientras se dirigen allí, Marcos, a través de un estafador llamado Castrito, realiza un intento frustrado de quitar a Juan del negocio. Ambos llegan al Banco Sudamericano de Crédito para cambiar el cheque, pero se encuentran con una gran manifestación en la puerta el mismo. Marcos se acerca y encuentra a un conocido, Cárdenas, quien le explica que los once integrantes del directorio se escaparon con 135 millones de pesos. Mientras la gente se abalanza sobre la puerta, Marcos, abatido, se acerca a Juan, quien entiende la situación de inmediato y se va con tristeza. Marcos, ahora desesperado, corre hacia el banco a unirse con la gente que protesta.
Poco después, Juan llega a un lugar en el que están reunidos Sandler, Vidal Gandolfo, sus principales colaboradores, los dos "ladrones" que manejaban la moto con la que habían robado las falsas "nueve reinas", y Berta. Mientras se reparten lo obtenido de la estafa a Marcos, Sandler dice a Juan: "Llamó el muchacho del banco, el que te pasó el dato del cierre. Dice que hay bronca y que va venir a cobrar más tarde", y Berta le entrega a este último su parte del dinero. Finalmente, se encuentran Valeria y Juan y, mientras están besándose, Juan se acuerda de repente de la melodía de una canción que trató de recordar durante todo el día.

## Reparto
| Actor                   | Personaje                                  |
| ----------------------- | ------------------------------------------ |
| Gastón Pauls            | Juan/Sebastián                             |
| Ricardo Darín           | Marcos                                     |
| Leticia Brédice         | Valeria                                    |
| Ignasi Abadal           | Esteban Vidal Gandolfo/Boris               |
| Claudio Rissi           | Voz de Boris                               |
| Tomás Fonzi             | Federico                                   |
| Elsa Berenguer          | Berta                                      |
| Oscar Núñez             | Sandler                                    |
| Celia Juárez            | Sra. Sandler                               |
| Antonio Ugo             | D'Agostino                                 |
| Jorge Noya              | Aníbal                                     |
| Alejandro Awada         | Washington                                 |
| Roberto Rey             | Texano                                     |
| Leo Dyzen               | Experto filatelista                        |
| Ricardo Díaz Mourelle   | Ramiro                                     |
| Gabo Correa             | Mariano N. Acosta (Encargado de la tienda) |
| Graciela Tenenbaum      | Empleada de la tienda                      |
| María Mercedes Villagra | Betina (Segunda empleada de la tienda)     |
| Luis Armesto            | Mozo del bar                               |
| Ernesto Arias           | Encargado del bar                          |
| Gabriel Molinelli       | Cárdenas                                   |
| Pochi Ducasse           | Tía                                        |
| Amancay Espíndola       | Señora del ascensor                        |
| Norberto Arcusin        | Funcionario                                |
| Isaac Fajm              | Kiosquero                                  |
| Carlos Lanari           | Hombre del celular                         |
| Carlos Falcone          | Amante de Berta                            |
| Gaston Pozzo            | Botones                                    |
| Nicolás Velasco         | Niño del subte                             |
| Roly Serrano            | Castrito (cameo; no acreditado)            |

## Producción
Nueve reinas está dirigida por el entonces debutante Fabián Bielinsky, quien, aunque había escrito los guiones de varias películas, dirigido cortos basados en historias de Borges y Cortázar y trabajado como asistente de dirección por casi 20 años, en 400 comerciales y largometrajes, tuvo que sortear dificultades surgidas de su supuesta «falta de experiencia». La victoria de su guion en el concurso «Nuevos talentos» de 1998 fue lo que le aseguró el contrato de producción de su proyecto. La película se filmó en Buenos Aires. Al contar con un presupuesto de apenas 1 300 000 dólares, Bielinsky, para evitar que se perdiera un solo minuto de filmación, se aseguró de que los actores tuvieran el tiempo suficiente para ensayar. Ricardo Darín indicó: «Muchas de las escenas se filmaron en la calle, entre peatones, sin escenografía. Íbamos a un lugar y nos murimos, nos subíamos a una camioneta, filmábamos la escena y nos íbamos. La verdad es que fue muy bueno que estuviéramos tan bien preparados». Bielinsky dijo que prefiere «filmar todo en plano secuencia, o en un único decorado, o con dos personajes solos, o todo en tiempo real» argumentando que «en el caso de Nueve reinas, la consigna era contar todo a lo largo de un día, lo cual me permitía concentrarme exclusivamente en las acciones concretas de los personajes». En cuanto al punto de vista, este indicó que mantuvo una cierta forma de «objetividad», que a su vez determinaba necesariamente una neutralidad en el tono, con respecto a lo que estaba contando, procurando no hacerlo en ningún momento desde los ojos de alguno de los personajes, ya que de lo contrario «se hubiera desarmado la propia lógica de la película».
Inicialmente el director quería que el personaje de Juan lo hiciera Leonardo Sbaraglia, pero el actor rechazó el papel porque venía de hacer Plata Quemada y quería tomarse unos meses para descansar. Darín no estaba en los planes, a Bielinsky no le gustaba para el rol de Marcos ya que era demasiado “simpático”, y quería que su lugar lo ocupara Gabriel Goity.

### Guion
La película cuenta con un guion finalizado en 1997. Este, a mediados de 1998, resultó ganador, entre 354 guiones, del concurso «Nuevos talentos», presidido por el reconocido exrealizador y docente José Martínez Suárez, y realizado por la productora Patagonik Films, la cual lo había rechazado poco tiempo antes. Con sus abundantes e inesperadas sorpresas, permite hacer lucir tanto a los personajes principales como a los secundarios. El guion fue escrito en un lapso de ocho semanas por Fabián Bielinsky, aunque suele trabajarlos a lo largo de los años e indicó que para que una película funcione, se necesitan tres cosas, «guion, guion y guion». Además, Bielinsky dijo que «el guion está muy trabajado para convertir al espectador en víctima. A mí me gusta que, bajo determinadas reglas y herramientas nobles, me engañen, me distraigan y me den pistas falsas». El guion se destaca por sus giros argumentales y los conflictos surgidos entre los protagonistas, cuya gran actuación, sumada a la fluidez de los diálogos, permite mantener al público pendiente del más mínimo detalle.Nueve Reinas cuenta con un guion que hace posible una puesta en escena ágil, flexible, dinámica y adecuada, comparable con las primeras películas de Adolfo Aristarain.

## Estreno
La película se estrenó en Argentina el 31 de agosto de 2000, y fue uno de los grandes éxitos cinematográficos del año, con más de un millón y medio de espectadores y recaudando más de 5 millones de pesos.
Se proyectó en varios festivales de cine, tales como el Festival de Telluride, de Estados Unidos; el Festival Internacional de Cine de Toronto, de Canadá; el Medellín de Película, de Colombia; el Festival Internacional de Portland, de Estados Unidos; el Festival de cine de Múnich, de Alemania; y el Festival Internacional de Noruega.
Se estrenó en Francia el 21 de febrero de 2002, durante el Festival de Cine Policíaco de Cognac, y registró una de las mejores taquillas en este país del cine argentino de los últimos años, con más de ochenta mil entradas vendidas en sus dos primeras semanas de exhibición.[cita requerida]
Mientras que en España tuvo su estreno el 24 de agosto de 2001, en Estados Unidos la película se estrenó de manera restringida el 19 de abril de 2002 en Los Ángeles y Nueva York, y posteriormente en otras ciudades. En Estados Unidos, Nueve reinas, con solo 35 copias, recaudó 1 230 000 dólares.
En otros países latinoamericanos como Chile y Brasil, se estrenó el 14 de junio de 2001 y el 7 de junio de 2001, respectivamente.

## Reestreno remasterizado en 4K
El 22 de febrero de 2024, Star Distribution (Walt Disney Company) reestrenó en una versión restaurada en 4K. La digitalización del film se hizo a partir de un escaneo cuadro a cuadro del negativo original de imagen de 35mm, conservado por la productora y el Museo del Cine de Buenos Aires. Bajo la supervisión de Marcelo Camorino -director de fotografía de la película- se realizaron trabajos de limpieza y restauración digital y una nueva corrección de color con el objetivo de recuperar los rasgos originales.
La restauración del sonido, según explicó el especialista en el tema Guido Berenblum a OtrosCines.com, "consistió en la digitalización a partir del óptico Dígital Dolby SR-D, realizada en los Países Bajos". El resto de los procesos se hicieron en la Argentina (estuvieron a a cargo del propio Berenblum, Manuel de Andrés y Pedro Lombardi). "La idea estética fue preservar el sonido original como fue concebido en su momento con la menor intervención posible que se alejara de edición y mezcla original. No se agregaron efectos, se procedió a atenuar ciertas distorsiones armónicas muy notorias, muy agresivas para los sistemas de reproducción actual y muy de la época en la que fue realizada", agregó.

## Recepción

### Crítica
El filme fue acogido en general con críticas mayoritariamente positivas:
- Roger Ebert escribió que le había gustado el guion de la película: «Nueve reinas está bendecida con una galería de personajes bien dibujados, como el alcohólico y sus dos guardaespaldas; la viuda avara, dueña de las Nueve Reinas, y su joven novio teñido de rubio; y Valeria la hermana de Marcos, quien se opone a los sórdidos amigos de su hermano y su vida de crimen, pero que duerme con Gandolfo para poder compartir el botín».[26]
- El medio mexicano El Universal se refirió al filme como «un brillante ejercicio de manipulación cinematográfica. Es una de las sorpresas del comienzo de la temporada».[cita requerida]
- La BBC clasificó al filme con cuatro estrellas, describiéndolo como «una bienvenida adición al género».[27]
- Para el crítico Edward Guthmann, del San Francisco Chronicle, también la analizó positivamente: «con un ritmo trepidante y, desde luego, sorprendente», el director teje una historia «deliciosamente perversa».[28]

### Home Video
Su estreno en VHS, editado por AVH, fue el 9 de febrero de 2001, y en DVD, editado por la misma editora, el 1 de octubre de 2002.
El DVD cuenta con las características audio español 5.1 y 2.0 (dependiendo de la reedición del DVD), pantalla Widerscreen, Zona 4 y subtítulos en español e inglés. Como extras incluye los dos tráileres del cine, 4 TV Spots y Making of, con entrevistas del director y los actores del film.

## Adaptaciones
La película fue la base de la adaptación y remake estadounidense Criminal, dirigida por Gregory Jacobs, producida por Steven Soderbergh y protagonizada por John C. Reilly y Diego Luna. Fue lanzada en este país el 10 de septiembre de 2004. Criminal tuvo una recepción crítica mixta al momento de su estreno y fue un fracaso en taquilla, donde obtuvo 930.000 dólares, con una salida de 90 pantallas.
Nueve Reinas inspiró también la adaptación india Bluffmaster, dirigida por Rohan Sippy y protagonizada por Abhishek Bachchan, Priyanka Chopra y Ritesh Deshmukh, lanzada en los Estados Unidos y el Reino Unido el 16 de diciembre de 2005.
En televisión, el capítulo The Lesson, de la segunda temporada de la serie británica Hustle (2005) —la cual fue creada por Tony Jordan y televisada por la cadena BBC desde el 2004—, parece ser un plagio del argumento de Nueve Reinas con una ligera adaptación en el argumento (el estafado es el novato, no el veterano), aunque conservando los elementos y secuencias esenciales de la película argentina: el objeto de la estafa es un billete antiguo y raro; existe un comprador millonario, una anciana poseedora del billete que no lo quiere vender, un falsificador experto, y la relación entre el estafador novato y el veterano transcurre más o menos en los mismos términos argumentales. En la escena final, se revela que los distintos personajes secundarios que aparecen en relación con el timo, incluido el comprador del billete, son parte de la banda de estafadores, como ocurre en la película argentina. Sin embargo, los créditos del capítulo no informan que el guion esté basado en dicho filme, aun cuando en otros capítulos de Hustle las adaptaciones de los guiones están acreditadas debidamente. Asimismo, Tony Jordan aparece mencionado como el escritor original del capítulo The Lesson en IMDb.

## Premios y nominaciones
En 2001, Nueve reinas estuvo muy cerca de ser nominada al Óscar a la mejor película extranjera. Con respecto a esto, Bielinsky indicó que «en aquella oportunidad no salió, pero en ese momento se le dio una oportunidad a una película que me gustaba y me sigue gustando muchísimo, que es Felicidades».
| Año  | País           | Otorgador                                                | Premio                                      | Nominado                     | Resultado | Ref..         |
| ---- | -------------- | -------------------------------------------------------- | ------------------------------------------- | ---------------------------- | --------- | ------------- |
| 2001 | Argentina      | Festival Internacional de Cine de Mar del Plata          | Premio de la ADF                            | Nueve reinas                 | Ganadora  | [ 37 ]        |
| 2001 | Argentina      | Festival Internacional de Cine de Mar del Plata          | Mejor fotografía                            | Marcelo Camorino             | Ganador   | [ 37 ]        |
| 2001 | España         | Muestra de Cine Hispanoaméricano de Lérida               | Premio del público                          | Fabián Bielinsky             | Ganador   | [ 14 ] [ 38 ] |
| 2001 | España         | Muestra de Cine Hispanoaméricano de Lérida               | Mejor director                              | Fabián Bielinsky             | Ganador   | [ 14 ] [ 38 ] |
| 2001 | Argentina      | Asociación de Cronistas Cinematográficos de la Argentina | Cóndor de Plata: Mejor película             | Nueve reinas                 | Ganadora  | [ 37 ] [ 39 ] |
| 2001 | Argentina      | Asociación de Cronistas Cinematográficos de la Argentina | Mejor director                              | Fabián Bielinsky             | Ganador   | [ 37 ] [ 39 ] |
| 2001 | Argentina      | Asociación de Cronistas Cinematográficos de la Argentina | Mejor actor                                 | Ricardo Darín                | Ganador   | [ 37 ] [ 39 ] |
| 2001 | Argentina      | Asociación de Cronistas Cinematográficos de la Argentina | Mejor actriz                                | Elsa Berenguer               | Ganadora  | [ 37 ] [ 39 ] |
| 2001 | Argentina      | Asociación de Cronistas Cinematográficos de la Argentina | Mejor guion                                 | Fabián Bielinsky             | Ganador   | [ 37 ] [ 39 ] |
| 2001 | Argentina      | Asociación de Cronistas Cinematográficos de la Argentina | Mejor fotografía                            | Marcelo Camorino             | Ganador   | [ 37 ] [ 39 ] |
| 2001 | Argentina      | Asociación de Cronistas Cinematográficos de la Argentina | Mejor montaje                               | Sergio Zottola               | Ganador   | [ 37 ] [ 39 ] |
| 2001 | Argentina      | Asociación de Cronistas Cinematográficos de la Argentina | Mejor dirección artística                   | Marcelo Salvioli             | Nominado  | [ 40 ]        |
| 2001 | Argentina      | Asociación de Cronistas Cinematográficos de la Argentina | Mejor ópera prima                           | Fabián Bielinsky             | Nominado  | [ 40 ]        |
| 2001 | Argentina      | Asociación de Cronistas Cinematográficos de la Argentina | Mejor musicalización                        | César Lerner                 | Nominado  | [ 40 ]        |
| 2001 | Francia        | Festival de Biarritz de Cines y Culturas de América      | Mejor vínculo actoral                       | Ricardo Darín y Gastón Pauls | Ganadores | [ 37 ]        |
| 2001 | Colombia       | Festival de Cine de Bogotá                               | Premio del público                          | Fabián Bielinsky             | Ganador   | [ 40 ]        |
| 2001 | Colombia       | Festival de Cine de Bogotá                               | Círculo Precolombino de Oro, Mejor película | Nueve reinas                 | Nominada  | [ 40 ]        |
| 2001 | Perú           | Festival de Lima                                         | Primer premio Elcine                        | Fabián Bielinsky             | Ganador   | [ 4 ]         |
| 2001 | Noruega        | Festival de Cine del Sur                                 | Premio del público                          | Fabián Bielinsky             | Ganador   | [ 19 ]        |
| 2001 | Italia         | Festival de Trieste                                      | Mejor guion                                 | Fabián Bielinsky             | Ganador   | [ 37 ]        |
| 2001 | México         | Premios MTV Movie Awards Latinoamérica                   | Película de la Gente, Argentina             | Nueve reinas                 | Ganadora  | [ 40 ]        |
| 2001 | Estados Unidos | AFI Fest                                                 | Premio del Gran Jurado                      | Fabián Bielinsky             | Nominado  | [ 4 ]         |
| 2002 | Francia        | Festival de Cine Policíaco de Cognac                     | Gran Premio                                 | Fabián Bielinsky             | Ganador   | [ 37 ]        |
| 2002 | Portugal       | Fantasporto                                              | Mejor guion                                 | Fabián Bielinsky             | Ganador   | [ 40 ]        |
| 2002 | Estados Unidos | Festival Internacional de Portland                       | Premio del público                          | Fabián Bielinsky             | Ganador   | [ 40 ]        |
| 2002 | España         | Premios Sant Jordi                                       | Mejor actor extranjero                      | Ricardo Darín                | Ganador   | [ 40 ]        |
| 2002 | Reino Unido    | British Independent Film Awards                          | Mejor película extranjera                   | Nueve reinas                 | Nominada  | [ 40 ]        |
| 2002 | Brasil         | Gran Premio de Cine de Brasil                            | Mejor película extranjera                   | Nueve reinas                 | Nominada  | [ 40 ]        |
| 2003 | Estados Unidos | Premios de la Sociedad de Críticos de Cine de Phoenix    | Mejor película extranjera                   | Nueve reinas                 | Nominada  | [ 4 ]         |